# Manic Street Preachers
Manic Street Preachers (читается «Мэ́ник стрит при́черз» — «Безумные уличные проповедники») — британская (валлийская) рок-группа, основанная в 1986 году под названием Betty Blue в небольшом шахтёрском городке Блэквуд на юге Уэльса. Manic Street Preachers начинали как панк-группа, но впоследствии приблизились в звучании к альтернативному року. Группу всегда отличали политизированность текстов песен и заявлений музыкантов.

## История

### Формирование и ранние годы (1986—1991)
Группа была основана в 1986 году басистом Ники Уайром (настоящее имя − Николас Джонс), пригласившим для участия ещё троих своих школьных товарищей: Джеймса Дина Брэдфилда (вокал, гитара), «Фликера» (ритм-гитара, настоящее имя − Майлз Вудворд) и Шона Мура (ударные). Джеймс Дин Брэдфилд и Шон Мур — двоюродные братья.
Фликер покинул группу уже в 1986 году, недовольный тем, что записываемые песни мало походили на панк-рок. Его сменил Ричи Джеймс Эдвардс, в то время числившийся в штате коллектива в качестве водителя и технического работника.
В 1989 году группа сменила название с Betty Blue на Manic Street Preachers и уже под этим новым названием выпустила на свои деньги первую запись «Suicide Alley» (с англ. — «Переулок самоубийц»), которую разослала по звукозаписывающим компаниям. И тогда известный устроитель концертов Кевин Пирс через знакомство с Ричи организовал группе выступление в лондонском клубе «Horse and Groom» (с англ. — «Конь и конюх»). Это выступление помогло группе подписать свой первый контракт в январе 1990 года со студией «Damaged Goods» (с англ. — «Повреждённые товары»), на которой, правда, была выпущена всего одна мини-пластинка «New Art Riot» (с англ. — «Бунт нового искусства»), признанная зато записью недели. Вскоре Manic Street Preachers перешли на более крупную студию «Heavenly» (с англ. — «Божественный»), где были сделаны две записи — «Motown Junk» (англ. «Хлам студии "Мотаун"») и «You Love Us» (с англ. — «Вы нас любите»).
21 мая 1991 года с музыкантами заключила контракт одна из крупнейших студий звукозаписи «Сони». Этому во многом поспособствовал эпизод, случившийся за неделю до этого, когда во время интервью, в ответ на обвинения в неискренности воспеваемых в песнях социальных лозунгов и революционных идей, Ричи Эдвардс вырезал лезвием на руке надпись «4 REAL» (с англ. — «По-настоящему»).

### Эра Эдвардса (1992—1995)

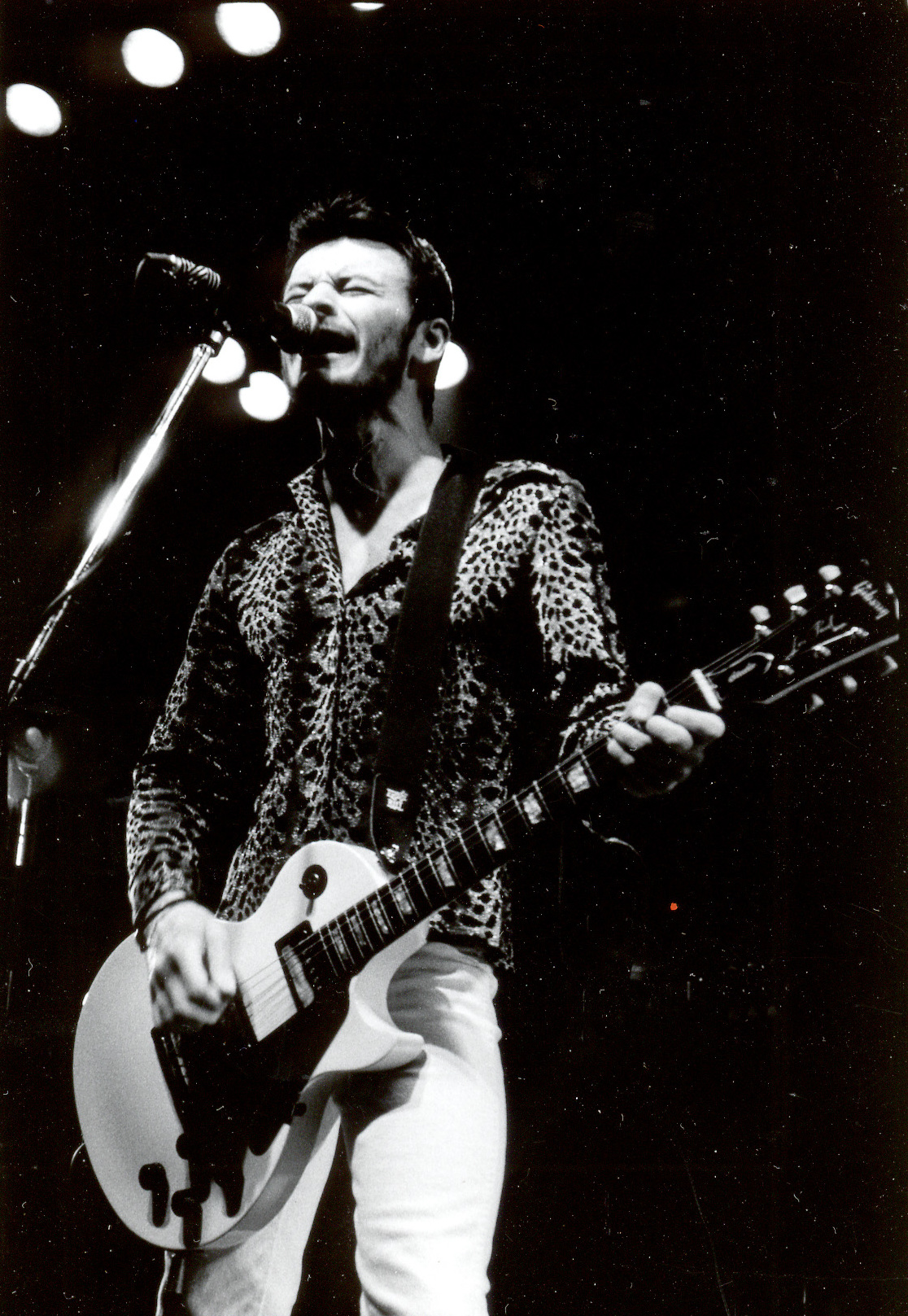
Manic Street Preachers на концерте в Чикаго, 1992 год

Дебютный альбом Generation Terrorists (с англ. — «Террористы поколения»), предварённый 3 синглами (всего 6 песен альбома вышли в качестве синглов) и выступлением в популярной британской музыкальной телепередаче «Top of the Pops», был выпущен 10 февраля 1992 года. В Великобритании альбом вышел в качестве двойного, состоял из 18 песен, названия каждой из которых в приложенном буклете сопровождалось выдержками из высказываний известных писателей, философов, политиков (Конфуций, Ибсен, Ницше). Участники группы предполагали в случае плохих продаж завершить карьеру, однако общий тираж в 250 тысяч экземпляров сподвиг Manic Street Preachers продолжить работу.
Группа завоевала популярность в Европе и Японии, но Соединённые Штаты Америки, далёкие от социальных проблем рабочей Британии и переживавшие пик популярности нового музыкального направления «гранж», довольно прохладно восприняли постпанк «Мэников» с их ярко выраженным глэм-роковым внешним видом восьмидесятых годов.
1992 год группа провела в концертах, а в начале 1993 засела в студию с тем, чтобы 21 июня выпустить второй альбом Gold Against the Soul (с англ. — «Золото против души»). Несмотря на высказываемое участниками коллектива непочтение к гранжу, «Проповедникам» не удалось избежать влияния этого стиля, что и было отмечено многими. Впоследствии музыканты назовут альбом своим самым нелюбимым за отход от своих идеалов и воззрений и стремление писать более пригодные для радиостанций песни, что, безусловно, добавило группе новых поклонников, но подпортило бунтарский образ.
Следующий альбом The Holy Bible (с англ. — «Священная Библия») был выпущен 30 августа 1994 года. Его звучание и настроение критики сравнили с альбомом Нирваны In Utero (с англ. — «В утробе») 1993 года, что крайне раздосадовало музыкантов и от чего они долго открещивались. Альбом The Holy Bible вышел мрачным. Главной его темой стала тема смерти. В конце 1993 года умер от рака менеджер Филип Холл. Запланированные концерты были отменены, а в марте музыканты устроили концерт−посвящение, выручка от которого пошла на медицинские исследования в области рака. Кроме того, перед записью альбома группа посетила «лагерь смерти» в германском городе Дахау и «Музей мира» в Хиросиме. Впечатления и переживания нашли отражение в таких композициях, как «Mausoleum» (с англ. — «Мавзолей»), «The Intense Humming Of Evil» (с англ. — «Давящий гул зла»), «Die In The Summertime» (с англ. — «Умереть летом»). На фотографии к диску группа предстала с нимбами над головами, буклет был иллюстрирован изображениями надгробий, военными мотивами, а для обложки была выбрана живопись Дженни Савиль.
Группа не сразу начала концертный тур, поскольку незадолго до выпуска альбома Ричи Эдвардс попал в психиатрическую клинику с диагнозом «нервное истощение». После окончания лечения, группа вновь приступила к гастролям вместе с Therapy? и Suede. Музыканты также были приглашены на передачу «Top of the Pops», где представляли новый сингл «Faster» (с англ. — «Быстрее»). Выступление ознаменовалось громким скандалом: вокалист Джеймс Дин Брэдфилд был одет в форму Ирландской республиканской армии (ИРА), что неверно было воспринято многими зрителями как сочувствие террористам.
Группа готовилась к концертному туру по США и записывала звуковое сопровождение к фильму с участием Сильвестра Сталлоне «Судья Дредд», когда случилось трагическое событие в её истории − 1 февраля 1995 года Эдвардс бесследно исчез, выехав утром из отеля, а его машина была найдена 2 недели спустя у моста через реку Северн, известного тем, что всегда привлекал самоубийц. Покончил Ричи жизнь самоубийством или нет − неизвестно: тело Эдвардса до сих пор не обнаружено. Это был ощутимый удар для группы, а, учитывая, что автором почти всех текстов был именно Эдвардс, её существование было поставлено под вопрос.

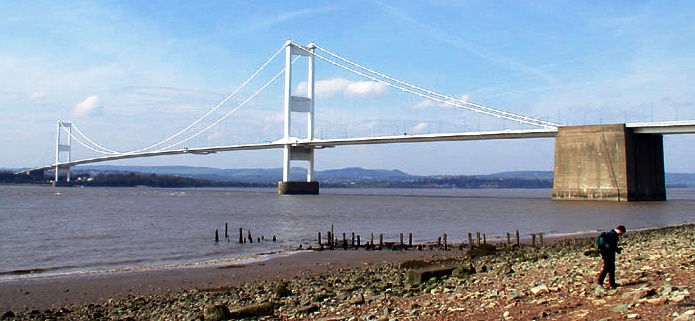
Мост через реку Северн, где была обнаружена машина Ричи Эдвардса

### Everything Must Go,This Is My Truth Tell Me YoursиKnow Your Enemy(1996—2003)
Благодаря поддержке поклонников, а также менеджера группы и родителей Ричи, группа смогла вернуться к выступлениям в самом конце 1995 года после испытанного шока. А в начале 1996 года трио удалилось в Нормандию для записи нового материала, результатом чего стал выпущенный в мае четвёртый по счёту альбом «Everything Must Go» (англ. «Всё должно уйти» - традиционная фраза на полных распродажах). На диске ещё присутствуют пять песен, тексты к которым были написаны Эдвардсом, но теперь за написание лирики взялся басист Ники Уайр. Альбом, вопреки понятным ожиданиям, получился жизнерадостным по звучанию, более мелодичным по сравнению с предыдущими записями, стал дважды платиновым (более 2 миллионов копий) в Великобритании. Было выпущено 4 сингла: «A Design for Life» (с англ. — «Цель в жизни»), «Everything Must Go» (с англ. — «Всё должно уйти»), «Kevin Carter» (с англ. — «Кевин Картер», известный своими шокирующими снимками фотограф) и «Australia» (с англ. — «Австралия»), и все четыре побывали в десятке лучших записей Соединённого Королевства, а самый первый, предварявший выход альбома «A Design for Life» стал чуть ли не гимном пролетариев страны. На церемонии вручения премии «Брит Эвордс» за 1996 год Manic Street Preachers победили в номинациях «Лучшая группа года» и «Лучший альбом года».
Вышедший 25 августа 1998 года альбом «This Is My Truth Tell Me Yours» (с англ. — «Вот моя правда, а в чём заключается ваша?»), названный так по высказыванию уэльского политика, социал-революционера, члена Британского парламента от Лейбористской партии Эньюрина Бивена, стал ещё более успешным. Альбом более месяца держался на вершинах британских хит-парадов. Звучание стало ещё более мягким и мелодичным, насытилось новыми инструментами: скрипка, ситар. Этот альбом стал первым, тексты к которому были единолично написаны Ники Уайром. Песня «If You Tolerate This Then Your Children Will Be Next» (с англ. — «Если смолчать сейчас, следующими будут ваши дети»), повествующая о Гражданской войне в Испании, стала первой их композицией, достигшей первого места в национальном хит-параде. Группа вновь получила награды «Brit Awards» «Лучшая группа года» и «Лучший альбом года» за 1998 год, множество наград от различных музыкальных журналов, вокалист Брэдфилд был назван одним из лучших голосов современности. Отыграв в конце 1998 года несколько концертов в Кардиффе, группа продолжила концертный тур в 1999 поездками в Америку, Европу и Японию.
В 2000 группа выпустила ограниченным тиражом сингл «The Masses Against The Classes», названный по цитате из британского премьер-министра XIX в. Гладстона («All the world over, I will back the masses against the classes»). Песня заняла первое место в британском хит-параде синглов. В настоящее время это их последнее первое место в чартах.
17 февраля 2001 года Manic Street Preachers по приглашению Фиделя Кастро выступили на Кубе, в Гаване в театре Карла Маркса, где представили свежий материал с запланированной к выходу в марте пластинки «Know Your Enemy» (с англ. — «Знай своего врага»). И всего неделю с небольшим спустя группа предприняла очередной неожиданный шаг, выпустив сразу два сингла в один день: «So Why So Sad» (с англ. — «Отчего так печально?») и «Found That Soul» (с англ. — «Нашёл душу»), выразив тем самым своё презрение и несогласие со сложившейся системой издания альбомов и синглов. «Know Your Enemy» достиг второго места в чартах Великобритании, быть может, больше по инерции, поскольку определённое возвращение к звучанию начала 90-х порадовало прежних поклонников коллектива, но насторожило новоприобретённых последними двумя пластинками. Также отмечалось, что альбом неравномерный, половина песен явно проходные.

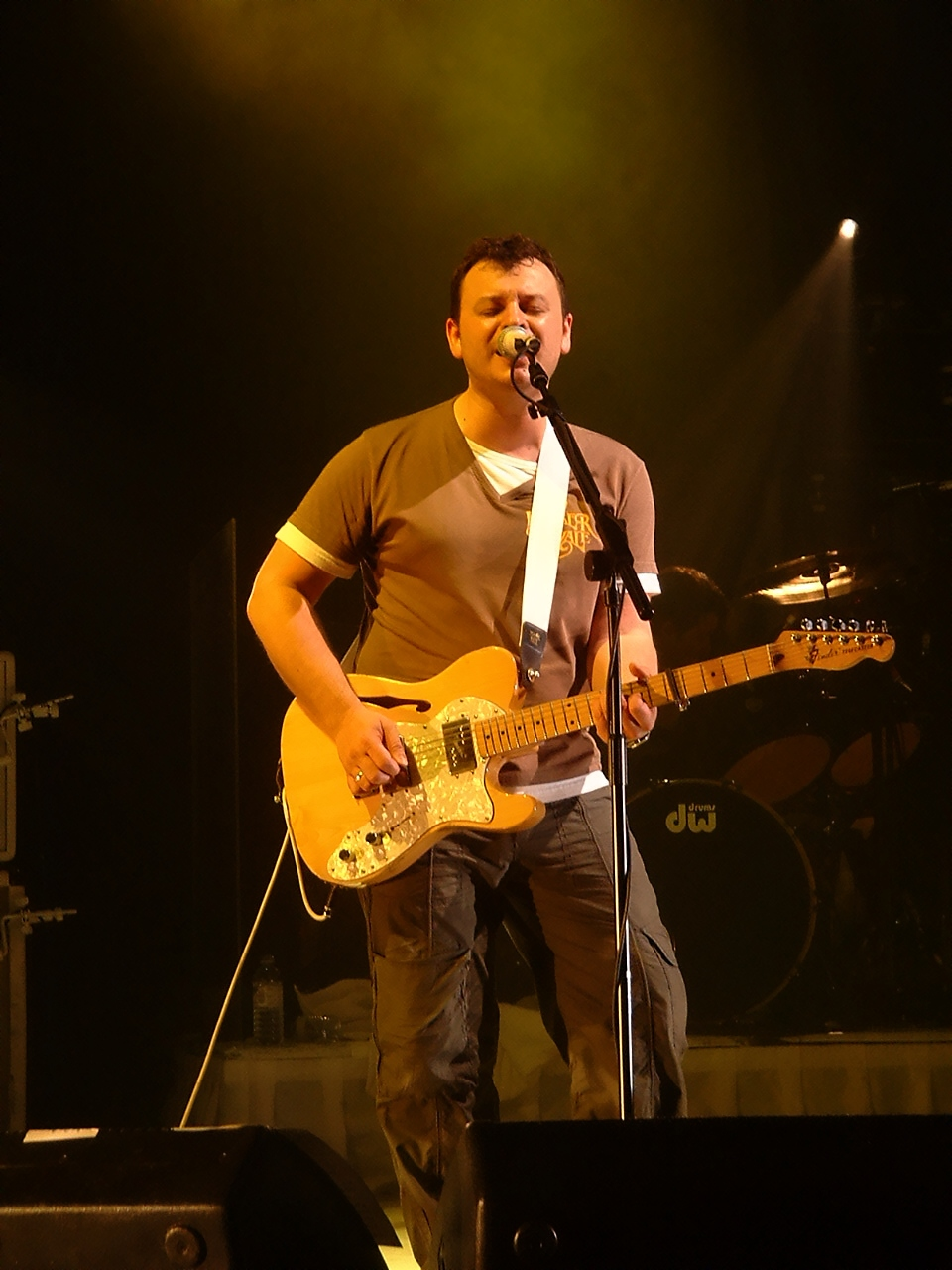
Джеймс Брэдфилд на концерте в Лондоне, 2005 год

В следующие два года группа выпустила два сборника. В октябре 2002 года свет увидел сборник лучших композиций «Forever Delayed» (с англ. — «Отложенный навсегда»), оспоренный многими поклонниками в том плане, что в альбом включены наиболее популярные песни, а не самые лучшие по их мнению. В июле 2003 года был издан двойной альбом «Lipstick Traces» (с англ. — «Следы от губной помады»), включавший малоизвестные записи, неизданные песни, ремиксы, каверы. Также к десятилетней годовщине выпуска были изданы коллекционные издания «The Holy Bible» и «Everything Must Go», включавшие помимо оригинальных композиций, всевозможные ремиксы, записи с репетиций, живое исполнение.

### Lifeblood,Send Away the TigersиJournal for Plague Lovers(2004—2009)
1 ноября 2004 года вышел седьмой студийный альбом группы «Lifeblood» (с англ. — «Кровь»), записанный большей частью в Нью-Йорке. На этом альбоме в текстах музыканты несколько отошли от социальных проблем и сконцентрировались на личных переживаниях. По непонятным причинам пластинка не снискала успеха, хотя содержит немало достойных композиций: «1985», «Glasnost» (с англ. — «Гласность»), «Solitude Sometimes Is» (с англ. — «Порой одиночество − это...»).
19 апреля 2005 года был сыгран последний концерт тура в поддержку альбома «Lifeblood» и было объявлено о временном прекращении выступлений. С конца 2005 года участники коллектива занялись сольными проектами.
Следующий альбом, получивший название «Send Away The Tigers» (с англ. — «Прогнать Тигров»), вышел 7 мая 2007 года. Предваряющий выход альбома сингл «Your Love Alone Is Not Enough» (с англ. — «Одной твоей любви мало») записан с вокалисткой популярной шведской группы «The Cardigans» Ниной Перссон.
23 июля 2008 года Manic Street Preachers дали единственный концерт в Москве.
Альбом «Journal For Plague Lovers» (с англ. — «Журнал для любителей чумы»), песни которого были написаны на стихи уже официально признанного мёртвым гитариста Ричи Эдвардса, вышел 19 мая 2009 года на Columbia Records. Альбом, записанный с продюсером Стив Альбини, получил высокие оценки музыкальной прессы (83/100 в сводном списке metacritic.com). Группа не планирует выпускать песни с нового диска в виде отдельных синглов.

## Состав
- Джеймс Дин Брэдфилд — ведущий вокал, гитара, клавишные (1986 — наши дни)
- Шон Мур — ударные, труба, бэк-вокал (1986 — наши дни)
- Ники Уайр — ритм-гитара (1986—1988), бас-гитара, пианино, вокал, бэк-вокал (1988 — наши дни)

Бывшие участники
- Майлз Вудворд — бас-гитара (1986—1988)
- Ричи Эдвардс — ритм-гитара, фортепиано, бэк-вокал (1989—1995)

## Дискография
Студийные альбомы
- Generation Terrorists (1992)
- Gold Against the Soul (1993)
- The Holy Bible (1994)
- Everything Must Go (1996)
- This Is My Truth Tell Me Yours (1998)
- Know Your Enemy (2001)
- Lifeblood (2004)
- Send Away The Tigers (2007)
- Journal For Plague Lovers (2009)
- Postcards from a Young Man (2010)
- Rewind the Film (2013)
- Futurology (2014)
- Resistance Is Futile (2018)
- The Ultra Vivid Lament (2021)
- Critical Thinking (2025)

## Видео
- If you tolerate this your children will be next;
- Roses in the hospital;
- There by the grace of God;
- Love of Richard Nixon
- Your love alone is not enough
- Autumnsong
- Indian summer
- Jackie Colins' existentional question time
- Ocean Spray
- Faster
- The Everlasting
- So Why So Sad
- Kevin Carter
- (It’s not war) Just the end of love
- You Love Us
- You Love Us (Heavenly version)
- Love’s Sweet Exile
- Slash 'n' Burn
- Little Baby Nothing
- Motorcycle Emptiness
- Stay Beautiful
- She Is Suffering
- Revol
- You Stole The Sun From My Heart
- Found That Soul
- Life Becoming A Landslide
- From Despair To Where
- Everything Must Go
- A Design For Life
- Australia
- The Love Of Richard Nixon
- Judge Yr’self
- Rewind the Film
- Show me the Wonder

### Видеоальбомы
- Everything Live (1997)
- Leaving the 20th Century (2000)
- Louder Than War (2001)
- Forever Delayed(2002)